# Louis Frossard
Pour les articles homonymes, voir Frossard.
Edme Louis Frossard est un danseur français du XVIIIe siècle qui fit une partie de sa carrière à Bruxelles et en Suède.
Danseur au Théâtre-Italien de Paris en 1757-1758, il séjourne à Vienne de 1759 à 1761 et se produit notamment dans les ballets de Charles Bernardy et de Gasparo Angiolini. Il revient au Théâtre-Italien en 1761-1762 puis est engagé au Théâtre de la Monnaie à Bruxelles, avec sa femme Marie-Renée Malter, parente des danseurs Malter.
Appelé à la cour de Suède, il est premier danseur du Ballet royal suédois dirigé par Louis Gallodier jusqu'en 1772. Revenu au Théâtre-Italien de Paris comme maître de ballet, il est rappelé à Stockholm l'année suivante et y reste jusqu'en 1776. Charles-Louis Didelot sera l'un de ses élèves.
De retour en France, Frossard et sa femme s'établissent à Lyon, où ils dirigent une troupe d'enfants de 1782 à 1785.
Endetté par son entreprise, Frossard regagne le Théâtre-Italien et y termine sa carrière vers 1791. Il meurt à Paris le 29 janvier 1807.
Son père Edme Frossard, lui aussi danseur, meurt à Stockholm en octobre 1769.